# NGC 5053
NGC 5053 è un ammasso globulare visibile nella costellazione della Chioma di Berenice.
Si può individuare la sua posizione 1,5 gradi ad est della stella α Comae Berenices, mentre l'oggetto in sé risulta di difficile osservazione: si tratta infatti di uno degli ammassi globulari meno concentrati, con all'interno poche decine di migliaia di componenti; inoltre, la sua grande distanza ne fa uno degli ammassi galattici più esterni che si conoscano. Le sue componenti più luminose, essendo di quindicesima magnitudine, sono alla portata solo di telescopi professionali. Dista dal Sistema solare oltre 50 000 anni-luce.